# Niemetönjoki
Niemetönjoki is een rivier die stroomt in de Finse gemeente Enontekiö in de regio Lapland. De rivier voert het water aan uit het grensgebied tussen Finland en Noorwegen. Haar water belandt in het Uijajärvi, waarna het verder afgevoerd wordt via de Uijajoki. De coördinaten zijn van ongeveer de plaats waar de rivier het meer instroomt.
Afwatering: Niemetönjoki → Uijajoki → Hietajoki → Muonio → Torne →  Botnische Golf